# Р-851
Р-851 «Коралл» — авиационная аварийная радиостанция. Предназначена для связи экипажа самолёта, потерпевшим бедствие, с базами и самолётами ПСС (поисково-спасательной службы).

## Краткое описание
Р-851 обеспечивает виды работ: телеграфную (ручную), телефонную, автоматическую подачу сигнала бедствия (SOS) в телефонном режиме. Работает на трех фиксированных частотах: 2182, 4364, 8364 кГц.
Питание радиостанции осуществляется от 6 никель-кадмиевых аккумуляторных батарей КНП-14. Комплект аккумуляторов обеспечивает 12 часов непрерывной работы при соотношении времени приёма ко времени передачи как 3:1.
Масса радиостанции — 12 кг.

## Использование
Радиостанция штатно входила в укладку авиационных спасательных надувных лодок ЛАС-5М и (или) плотов ПСН-6А на борту летательных аппаратов, в дальнейшем была заменена на более совершенную Р-861.
Также радиостанция «Коралл» входит с состав полезной нагрузки (аварийно-спасательного имущества) сбрасываемых авиационных спасательных контейнеров типа КАС-150 (П-159), КАСК-500 (П-195), П-185М.